# ELWA United
El ELWA United es un equipo de fútbol de Liberia que juega en la Primera División de Liberia, la segunda categoría de fútbol en el país.

## Historia
Fue fundado en el año 2003 en la capital Monrovia con el nombre St. Pauline FC, y su mayor logro ha sido llegar a la final de la Copa de Liberia en la temporada 2016/17, en donde perdió ante el LISCR 0-3 en Monrovia. Para mala fortuna del club, en esa temporada termina en último lugar en la Premier League de Liberia y desciende de categoría, aunque logró clasificar a la Copa Confederación de la CAF, su primer torneo internacional.
En la Copa Confederación de la CAF 2018 abandona el torneo en la ronda preliminar cuando iba a enfrentar al Djoliba AC de Malí.

## Participación en competiciones de la CAF
- Copa Confederación de la CAF: 1 aparición

2018: abandonó en la ronda preliminar